# Tiffany Alvord
Tiffany Lynn Alvord (La Cañada Flintridge, California; 11 de diciembre de 1992), conocida como Tiffany Alvord, es una cantante y compositora estadounidense de pop y country. Es reconocida principalmente por hacer sus propias versiones de canciones, además de canciones originales, y subirlas a la red social Youtube, donde hasta la fecha ha conseguido más de 500 millones de reproducciones, y más de dos millones de subscripciones.
Hasta la fecha, Alvord ha actuado en varias partes del mundo, como por ejemplo China, Singapur o New York, consiguiendo una gran audiencia. Ha ganado varios premios y varias acreditaciones.
Cuenta con 5 álbumes de estudio: 2 de temas originales, además de otros 3 de temas versionados, y varios sencillos.

## Biografía
Tiffany Lynn Alvord nació el 10 de diciembre de 1992 en La Cañada Flintridge, California. Es hija de Cherie Alvord una antigua vendedora en bienes y raíces que desde el año 2013 se ha convertido en su mánager musical.  y se hace llamar en las redes sociales la "Momanager". Su padre y su abuelo manejan una empresa inmobiliaria en toda el área de California. Tiene 6 hermanos llamados Travis (1981), Tyler (1984), Thomas (1986), Trent (1987), Todd (1988) y Tevin (1997). Actualmente, vive en Provo, Utah desde finales del 2014 con sus padres y sus hermanos Tevin, Trent y Todd.
Recibió clases de piano durante su época en la escuela primaria, y escribió sus primeras canciones a la edad de 10 años. Luego, a partir de los 12 años, se interesa igualmente por la guitarra, pero no es hasta los 16 años que comienza el aprendizaje formal de como tocar en acústico.

## Carrera
La primera canción que Alvord subió a la plataforma de Youtube fue "bubbly" por Colbie Caillat el 12 de abril de 2008, este video fue borrado por ella ya que desde la perspectiva de ela cantante la hacía ver muy inprofesional pero fue resubido a la famosa red social basada en videos el 12 de abril de 2016 para celebrar sus 8 años en Youtube. Desde entonces, y progresivamente, ha ido versionando numerosos grupos y cantantes, e incluyendo vídeos subidos por ella misma a su cuenta de Youtube.
Con el tiempo, y principalmente desde principios de 2010, Alvord empezaría a grabar sus propias canciones, y a subirlas a la misma red social. A su vez, la calidad de edición de los vídeos que subía crecía, consiguiendo así más audiencia y popularidad.
Ha participado en diversas giras y actuaciones, colaborando con otros atristas, como Boyce Avenue, en su gira durante febrero y marzo de 2011, o con Alex Goot entre agosto y septiembre de ese mismo año.
El 23 de junio de 2011, lanzó en Estados Unidos su primer álbum, "I've Got It Covered", a través de la discográfica Keep Your Soul Records. Este álbum cuenta con 10 de sus versiones de temas más destacadas.
Posteriormente, y después de varios adelantos en su cuenta de Youtube, lanzó con Tate Music Group, el 20 de diciembre de 2011 su segundo álbum de estudio, y primero incluyendo temas originales, llamado "My Dream".
A partir de entonces ha realizado varias actuaciones, principalmente en Estados Unidos, aunque también en otros países como Singapur, interpretando tanto sus propias canciones, como versiones de otros artistas.
El 29 de junio de 2012, Alvord edita y lanza su tercer álbum, "I've Got It Covered Vol. 2", que cuenta, como su primera parte, con 10 temas de otros artistas versionados por ella. 
El 13 de agosto de 2013, lanzó un nuevo álbum "I've Got It Covered Vol. 3", que cuenta con 12 temas versionados por ella, algunos en acústico. 

### Estilo musical
Desde sus primeras interpretaciones, Alvord ha demostrado hacer sus versiones con un estilo principalmente pop, y, muchas veces, con características del género country.
En la mayoría de sus vídeos musicales, sobre todo de sus primeros vídeos, se denota un estilo principalmente acústico, ya que siempre aparece cantando junto con una guitarra acústica o un piano, simplemente. Así mismo, en sus álbumes de estudio, se observa que el género predominante de la cantante es el pop.
Ella misma declara que su influencia profesional mayoritaria es Taylor Swift, aunque también se siente influenciada por otros artistas como Shania Twain, Avril Lavigne o Michael Bublé.

## Discografía
- 2011: I've Got It Covered
- 2011: My Dream
- 2012: I've Got It Covered Vol. 2
- 2012: My Heart Is
- 2013: I've Got It Covered Vol. 3
- 2014: Legacy